# 多重債務者対策本部
多重債務者対策本部（たじゅうさいむしゃたいさくほんぶ）は、日本の内閣に設置されている組織である。

## 概要
多重債務者対策の円滑かつ効果的な推進を図ることを目的とし、2006年の閣議決定により内閣に設置された。庶務は、内閣官房にて処理される。

## 構成員
- 本部長
  - 内閣府特命担当大臣（金融）兼財務大臣：鈴木俊一
- 本部員
  - 内閣府特命担当大臣（消費者）：若宮健嗣
  - 国家公安委員会委員長：二之湯智
  - 総務大臣：金子恭之
  - 法務大臣：古川禎久
  - 文部科学大臣：末松信介
  - 厚生労働大臣：後藤茂之
  - 経済産業大臣：萩生田光一

## 開催状況
- 2006年12月26日 第1回会議
- 2007年4月20日 第2回会議